# عقاب آهنی در حمله
عقاب آهنی در حمله (انگلیسی: Iron Eagle on the Attack) فیلمی در ژانر اکشن و مهیج به کارگردانی سیدنی جی. فیوری است که در سال ۱۹۹۵ منتشر شد. از بازیگران آن می‌توان به لوئیس گوست جونیور اشاره کرد.